# Paussus favieri
Paussus favieri é uma espécie de insetos coleópteros pertencente à família Carabidae.
A autoridade científica da espécie é Fairmaire, tendo sido descrita no ano de 1851.
Trata-se de uma espécie presente no território português.